# رالي فنلندا 2013
رالي فنلندا 2013 هو سباق رالي أقيم في الفترة من 31 يوليو إلى 3 أغسطس 2013 في يوفاسكولا، فنلندا الوسطى. تكون الرالي من 23 مرحلة. فاز به سيباستيان أوجير.